# 加吉耶沃
69°15′19″N 33°21′11″E / 69.25528°N 33.35306°E
加吉耶沃（俄语：Гаджи́ево）是俄羅斯摩爾曼斯克州北部的一個保密行政區。2002年人口12,180人。
1957年5月15日建立，1967年前稱為，1981年後改稱為並設市，但通常稱為摩爾曼斯克-130（Му́рманск-130）。1994年正式稱為。1999年改為現名。